# The Lost World (romance de Arthur Conan Doyle)
The Lost World (no Brasil, O Mundo Perdido) é um romance britânico, escrito por Sir Arthur Conan Doyle e lançado em 1912. O livro gira em torno de uma expedição a um platô na bacia amazônica da América do Sul, onde animais pré-históricos (dinossauros e outras criaturas extintas) ainda sobrevivem. Foi originalmente publicado como série na popular revista britânica Strand Magazine, e ilustrado pelo artista neo-zelandês Harry Rountree entre abril e novembro de 1912. O personagem Professor Challenger também foi introduzido neste livro. O romance também descreve uma disputa entre povos indígenas e uma tribo de homens-macacos.
A obra teve várias versões em português, dentre as quais se destacam a de 1958, traduzida por Raul de Polillo, e a de 1998, traduzida por Romualdo Apis Guimarães.
A obra pode ter sido inspirada nas aventuras de Percy Fawcett, que entre 1906 e 1925 realizou diversas excursões exploratórias na Amazônia, Percy e Doyle eram amigos.